# William Holland
William Joseph Holland (ur. 8 marca 1874 w Bostonie, zm. 20 listopada 1930 w Malden w stanie Massachusetts) – amerykański lekkoatleta sprinter, srebrny medalista olimpijski z Paryża z 1900.

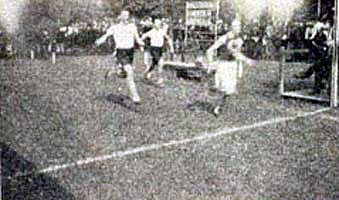
Holland wygrywa przedbieg na 200 m na igrzyskach olimpijskich

W czasie igrzysk olimpijskich w 1900 w Paryżu był studentem medycyny na Uniwersytecie Georgetown. Na igrzyskach wziął udział w trzech konkurencjach. Największy sukces odniósł w biegu na 400 metrów, w którym zajął 2. miejsce. W finale wystąpiło tylko trzech biegaczy, ponieważ 3 pozostałych, którzy zakwalifikowali się z przedbiegów, odmówiło startu z powodów religijnych (finał był rozgrywany w niedzielę). Holland przez większość dystansu dotrzymywał kroku prowadzącemu Maxeyowi Longowi, przegrywając na finiszu o 5 jardów. W finale biegu na 200 metrów Holland zajął 4. miejsce. W biegu na 60 metrów odpadł w przedbiegach.
W 1899 był wicemistrzem Stanów Zjednoczonych w biegu na 440 jardów (przegrał z Longiem). Zdobył akademickie mistrzostwo USA (IC4A) na 440 jardów w 1901 i 1902.
Po ukończeniu studiów prowadził praktykę lekarską w Massachusetts.